# Dålk Glacier
Dålk Glacier är en glaciär i Antarktis. Den ligger i Östantarktis. Australien gör anspråk på området. Dålk Glacier ligger 93 meter över havet.
Terrängen runt Dålk Glacier är kuperad åt sydost, men åt nordväst är den platt. En vik av havet är nära Dålk Glacier norrut. Trakten är glest befolkad. Närmaste befolkade plats är Zhongshan Station, 7,0 kilometer nordväst om Dålk Glacier. 